# Henti
Henti (vagy Hinti, 𒊩𒄭𒅔𒋾𒄿 i. e. 14. század) ismeretlen származású hettita királyné, I. Szuppiluliumasz felesége. A korabeli forrásokban Taduhepa Szuppiluliumasz uralkodásának elején viselte a „Nagy királyné” címet, de nem tudni, hogy feleségként vagy anyakirálynőként, így Henti az első vagy a második felesége volt Szuppiluliumasznak. Származása ismeretlen, de előkerült egy pecsétnyomó a nevével, amelyik egy nagy király lányának nevezi őt. Egyiptomi hercegnő nem lehetett, Mitanniból érkező hercegnőre semmi adat, így adódik a feltevés, hogy valójában Henti volt II. Tudhalijasz leánya. Ez az elképzelés azonban a töredékes szöveg kiegészítésén alapul, újabb fordítási és értelmezési próbálkozások szerint a nagy királynő nem egy nagy király leánya, hanem nagy hercegnő. Emellett Szuppiluliumasz egyik pecsétnyomója is cáfolja, ahol magát mdu-ut-ḫa-li-ya(-aš) fiának nevezi. A Hentit követő Nikalmal királyné II. Burnaburias kasszita király leánya, így elképzelhető, hogy politikai okokból vált el a királyi pár, hiszen a babiloni szövetség fontos volt Hatti számára abban az időben, amikor Asszíria ismét erősödni kezdett. De természetes halála sem zárható ki.
A korabeli szövegek sok gyermeket tulajdonítanak Szuppiluliumasznak, de nem tudni, közülük ki volt Hentivel közös gyermek. A második fiú, Pijaszilisz már valószínűleg Nikalmaltól született, de az elsőszülött Arnuvandasz bizonytalan.
Névváltozatai:
- fḫe/i-in-ti-i (ḫentī);
- fḫe2-en-ti-i (ḫéntī);
- fḫe/i-i-in-ti-i (ḫīntī);
- fḫi2-ti-i (ḫítī).